# Marele Premiu al Bahrainului din 2021
Marele Premiu al Bahrainului din 2021 (cunoscut oficial ca Formula 1 Gulf Air Bahrain Grand Prix 2021) a fost o cursă de Formula 1 care a avut loc între 26 și 28 martie 2021 pe Circuitul Internațional Bahrain din Sakhir, Bahrain. Cursa a fost prima etapă a Campionatului Mondial de Formula 1 al FIA din 2021, fiind pentru a șaptesprezecea oară când această cursă a avut loc în Bahrain.

## Context

### Impactul pandemiei de COVID-19
Sezonul 2021 are loc în timpul pandemiei de COVID-19, o pandemie globală care a dus la modificări semnificative ale calendarului sezonului de Formula 1 din 2020. În acest context, Marele Premiu al Bahrainului a fost confirmat oficial ca parte a calendarului 2021. După aceasta, cursa inițială care deschidea sezonul, Marele Premiu al Australiei, a fost amânată pentru luna noiembrie, astfel că Bahrainul a devenit cursa de deschidere a noului sezon.

## Clasament

### Calificări
| Poz.                  | Nr. | Pilot              | Constructor               | Timpi calificări | Timpi calificări | Timpi calificări | Grila finală |
| Poz.                  | Nr. | Pilot              | Constructor               | Q1               | Q2               | Q3               | Grila finală |
| --------------------- | --- | ------------------ | ------------------------- | ---------------- | ---------------- | ---------------- | ------------ |
| 1                     | 33  | Max Verstappen     | Red Bull Racing-Honda     | 1:30,499         | 1:30,318         | 1:28,997         | 1            |
| 2                     | 44  | Lewis Hamilton     | Mercedes                  | 1:30,617         | 1:30,085         | 1:29,385         | 2            |
| 3                     | 77  | Valtteri Bottas    | Mercedes                  | 1:31,200         | 1:30,186         | 1:29,586         | 3            |
| 4                     | 16  | Charles Leclerc    | Ferrari                   | 1:30,691         | 1:30,010         | 1:29,678         | 4            |
| 5                     | 10  | Pierre Gasly       | AlphaTauri-Honda          | 1:30,848         | 1:30,513         | 1:29,809         | 5            |
| 6                     | 3   | Daniel Ricciardo   | McLaren-Mercedes          | 1:30,795         | 1:30,222         | 1:29,927         | 6            |
| 7                     | 4   | Lando Norris       | McLaren-Mercedes          | 1:30,902         | 1:30,099         | 1:29,974         | 7            |
| 8                     | 55  | Carlos Sainz Jr.   | Ferrari                   | 1:31,653         | 1:30,009         | 1:30,215         | 8            |
| 9                     | 14  | Fernando Alonso    | Alpine-Renault            | 1:30,863         | 1:30,595         | 1:30,249         | 9            |
| 10                    | 18  | Lance Stroll       | Aston Martin-Mercedes     | 1:31,261         | 1:30,624         | 1:30,601         | 10           |
| 11                    | 11  | Sergio Pérez       | Red Bull Racing-Honda     | 1:31,165         | 1:30,659         | N/A              | 11           |
| 12                    | 99  | Antonio Giovinazzi | Alfa Romeo Racing-Ferrari | 1:30,998         | 1:30,708         | N/A              | 12           |
| 13                    | 33  | Yuki Tsunoda       | AlphaTauri-Honda          | 1:30,607         | 1:31,203         | N/A              | 13           |
| 14                    | 7   | Kimi Räikkönen     | Alfa Romeo Racing-Ferrari | 1:31,547         | 1:31,238         | N/A              | 14           |
| 15                    | 63  | George Russell     | Williams-Mercedes         | 1:31,316         | 1:33,430         | N/A              | 15           |
| 16                    | 31  | Esteban Ocon       | Alpine-Renault            | 1:31,724         | N/A              | N/A              | 16           |
| 17                    | 6   | Nicholas Latifi    | Williams-Mercedes         | 1:31,936         | N/A              | N/A              | 17           |
| 18                    | 5   | Sebastian Vettel   | Aston Martin-Mercedes     | 1:32,056         | N/A              | N/A              | 18           |
| 19                    | 47  | Mick Schumacher    | Haas-Ferrari              | 1:32,449         | N/A              | N/A              | 19           |
| 20                    | 9   | Nikita Mazepin     | Haas-Ferrari              | 1:33,273         | N/A              | N/A              | 20           |
| Regula 107%: 1:36,833 |     |                    |                           |                  |                  |                  |              |
| Sursa:                |     |                    |                           |                  |                  |                  |              |

### Cursa
| Poz.                                                                | Nr. | Pilot              | Constructor               | Tururi | Timp/Retras                | Grilă | Puncte |
| ------------------------------------------------------------------- | --- | ------------------ | ------------------------- | ------ | -------------------------- | ----- | ------ |
| 1                                                                   | 44  | Lewis Hamilton     | Mercedes                  | 56     | 1:32:03,897                | 2     | 25     |
| 2                                                                   | 33  | Max Verstappen     | Red Bull Racing-Honda     | 56     | +0,745                     | 1     | 18     |
| 3                                                                   | 77  | Valtteri Bottas    | Mercedes                  | 56     | +37,383                    | 3     | 16     |
| 4                                                                   | 4   | Lando Norris       | McLaren-Mercedes          | 56     | +46,466                    | 7     | 12     |
| 5                                                                   | 11  | Sergio Pérez       | Red Bull Racing-Honda     | 56     | +52,047                    | PL    | 10     |
| 6                                                                   | 16  | Charles Leclerc    | Ferrari                   | 56     | +59,090                    | 4     | 8      |
| 7                                                                   | 3   | Daniel Ricciardo   | McLaren-Mercedes          | 56     | +1:06,004                  | 6     | 6      |
| 8                                                                   | 55  | Carlos Sainz Jr.   | Ferrari                   | 56     | +1:07,100                  | 8     | 4      |
| 9                                                                   | 22  | Yuki Tsunoda       | AlphaTauri-Honda          | 56     | +1:25,692                  | 13    | 2      |
| 10                                                                  | 18  | Lance Stroll       | Aston Martin-Mercedes     | 56     | +1:26,713                  | 10    | 1      |
| 11                                                                  | 7   | Kimi Räikkönen     | Alfa Romeo Racing-Ferrari | 56     | +1:28,864                  | 14    |        |
| 12                                                                  | 99  | Antonio Giovinazzi | Alfa Romeo Racing-Ferrari | 55     | +1 tur                     | 12    |        |
| 13                                                                  | 31  | Esteban Ocon       | Alpine-Renault            | 55     | +1 tur                     | 16    |        |
| 14                                                                  | 63  | George Russell     | Williams-Mercedes         | 55     | +1 tur                     | 15    |        |
| 15                                                                  | 5   | Sebastian Vettel   | Aston Martin-Mercedes     | 55     | +1 tur                     | 20    |        |
| 16                                                                  | 47  | Mick Schumacher    | Haas-Ferrari              | 55     | +1 lap                     | 18    |        |
| 17                                                                  | 10  | Pierre Gasly       | AlphaTauri-Honda          | 52     | Coliziune                  | 5     |        |
| 18                                                                  | 6   | Nicholas Latifi    | Williams-Mercedes         | 51     | Probleme la turbocompresor | 17    |        |
| Ab                                                                  | 14  | Fernando Alonso    | Alpine-Renault            | 32     | Frâne                      | 9     |        |
| Ab                                                                  | 9   | Nikita Mazepin     | Haas-Ferrari              | 0      | Accident                   | 19    |        |
| Cel mai rapid tur: Valtteri Bottas (Mercedes) – 1:32.090 (turul 56) |     |                    |                           |        |                            |       |        |
| Sursa:                                                              |     |                    |                           |        |                            |       |        |

Notes
- ^1 – Include 1 punct pentru cel mai rapid tur.
- ^2 – Sebastian Vettel a primit o penalizare de 10 secunde pentru provocarea unei coliziuni cu Esteban Ocon.[8]
- ^3 – Pierre Gasly și Nicholas Latifi au fost incluși în clasament pentru că au parcurs mai mult de 90% din cursă.

### Clasament campionat după cursă
| Poz.    | Pilot           | Puncte |
| ------- | --------------- | ------ |
| 1       | Lewis Hamilton  | 25     |
| 2       | Max Verstappen  | 18     |
| 3       | Valtteri Bottas | 16     |
| 4       | Lando Norris    | 12     |
| 5       | Sergio Pérez    | 10     |
| Source: |                 |        |

| Poz.    | Constructor           | Puncte |
| ------- | --------------------- | ------ |
| 1       | Mercedes              | 41     |
| 2       | Red Bull Racing-Honda | 28     |
| 3       | McLaren-Mercedes      | 18     |
| 4       | Ferrari               | 12     |
| 5       | AlphaTauri-Honda      | 2      |
| Source: |                       |        |

- Notă: Doar primele cinci locuri sunt prezentate în ambele clasamente.